# 로버트 싱크
로버트 프레드릭 싱크(Robert Feredrick Sink, 1905년 4월 3일 ~ 1965년 12월 13일)는 미국 육군의 군인이다. 제2차 세계 대전과 한국 전쟁, 베트남 전쟁 초기에 복무한 미국 육군 장교이며 제101공수사단 제506낙하산보병연대를 지휘한 것으로 가장 유명하다.

## 생애

### 초기 경력
싱크는 미국 육군 사관학교에 입학이 결정되기 전, 1년간 듀크 대학교에 다녔다. 싱크는 1927년 웨스트포인트를 전체 203명 중 174등으로 졸업하였으며, 보병 장교로 임관하였다. 싱크의 첫 번째 배속부대는 조지아주 포트 스크레븐의 제8보병연대였으며 계급은 소위였다.
싱크는 1929년 푸에르토 리코의 제65보병연대로 배속되었으며, 1932년에는 미국 육군 화학전학교에 배속되었고, 이후 1932년에는 포트 미드의 제34보병연대서, 1933년에는 펜실베이니아주 맥앨비 기지의 민간 수호 군단에 배속되었다. 이후 조지아주 포트 베닝지의 미국 보병 군사훈련 설립을 위해 제34보병연대로 돌아왔다.
1937년 11월, 필리핀 포트 윌리엄 맥킨리의 제57보병연대에 배속된 싱크는 미국으로 돌아와 아리조나주 후와추카 기지의 25 보병 연대로 배속되었다. 이 곳에서 싱크는 성공적으로 중대장과 연대 장교로서의 역할을 수행하였다.

### 제2차 세계대전
1940년, 싱크는 베닝 기지의 제501낙하산보병연대에 배속되었다. 싱크는 육군 공수부대원 중 낙하의 달인이라고 할 수 있는 4% 내에 속하는 인물이자 매해 생일이 될 때마다 강하를 하는 공수부대원이 되었다.
1942년 7월, 싱크는 조지아주 캠프 베닝, 캠프 토코아, 그리고 노스캐롤라이나주 포트 브래그에 있는 제506낙하산보병연대의 연대장이 되었다. 싱크는 제506낙하산보병연대를 제2차 세계 대전 동안 지휘하였다. 싱크는 부대에 계속 남아 있기 위해, 전쟁 도중에 내려진 2번의 진급을 사양하였는데, 이것은 리처드 윈터스 소령과 절친한 친구 관계가 될 수 있었던 계기가 되었다. 싱크는 제506낙하산보병연대를 지휘하면서, 노르망디 상륙작전과 마켓 가든 작전, 이렇게 총 두 번 전투 강하를 한 적이 있으며, 연대가 바스통에서 벌지 전투를 수행하고 있을 때 연대를 지휘하였다.

### 전쟁 이후
1945년 8월 12일 싱크는 제101공수사단, 부사단장으로 임명되었다. 1945년 12월, 싱크는 미국으로 돌아왔으며 그해 말에 미국 육군 사관학교 분견대의 지휘를 맡았다. 싱크는 1948년 8월 워싱턴 D.C 포트 레즐리 J. 맥네어 미국 육군대학에 들어갔으며 1949년 6월 졸업하였다. 이후 싱크는 류큐사령부로 전출되었으며 1949년 10월에는 참모장이 되었다. 1951년 1월, 싱크는 제7보병사단, 부사단장이 되어 한국 전쟁에 참전했다.
미국으로 돌아온 싱크는 1951년 12월, 켄터키주 포트 캠벨에 있는 제11공수사단의 부사단장이 되었다. 1953년 2월에는 캘리포니아주 캠프 로버츠의 제7기갑사단, 사단장, 1953년 11월에는 워싱턴주 포트 루이스의 제44보병 사단장이 되었다. 1954년 10월, 싱크는 노스캐롤라이나주 포트 브래그의 연합공수위원회에 이름을 올렸다. 1955년 초, 싱크는 브라질 리우 데 자네이루로 전출되었으며 1955년 4월에는 브라질-미국 합동군사협의회의 의장직과 브라질 군사원조고문단(MAAG Brazil)의 육군 위원장직을 겸직하였다.
1957년 5월, 다시 미국으로 돌아온 싱크는 포트 브래그의 제18(XVIII)공수군단을 지휘하였다. 1958년 5월, 싱크는 미국 육군 전략군단의 군단장지휘관으로 임명되었다. 지휘관으로서의 싱크가 마지막으로 지휘한 주요 미군 부대는 파나마 주둔 미군 사령관이었다. 로버트 프레드릭 싱크 중장은 1961년 예편하였으며 4년 뒤인 1965년 죽었다.

## 가족 관계
싱크는 결혼하여 3명의 자녀를 두었고, 두 명의 의붓자녀를 두었다.

## 유산
- 켄터키주 포트 캠벨 LTC Robert F. Sink Library→로버트 F. 싱크 중령 도서관; 1967년 개소[3]
- 조지아주 토코아 커레히산 COL. Robert Sink Memorial Trail→로버트 싱크 대령 추모둘레길; 2000년 11월 4일 개소.[4]

## 대중매체
- HBO와 BBC 합작 미니시리즈 《밴드 오브 브라더스》에서 베트남전 퇴역 장교인 데일 다이가 로버트 싱크로 분했다.[note 3]
- 영화 《머나먼 다리》에서 미국 배우 엘리엇 구드가 분한 "로버트 스타우트 대령"은 싱크 대령을 소재로 한 것이다.

## 같이 보기
- 밴드 오브 브라더스
- 제101공수사단
  - 제506보병연대 E중대

## 참고

### 인용
1. ↑  미 육군 중장
2. ↑  “Dick Winters: Reflections on the Band of Brothers, D-Day and Leadership » HistoryNet”. 2007년 6월 20일에 원본 문서에서 보존된 문서. 2007년 6월 2일에 확인함.
3. ↑  “Sink's Daughters Donate Father's Medals to Library” (영어). The 506th Airborne Infantry Regiment Association. 2012년 3월 15일에 원본 문서에서 보존된 문서. 2019년 5월 25일에 확인함.
4. ↑  “The Col. Robert Sink Memorial Trail” (영어). The Historical Marker Database. 2016년 3월 3일에 원본 문서에서 보존된 문서. 2019년 5월 25일에 확인함.